# Reality (песня)
«Reality» (с англ. — «Реальность») — песня французского композитора Владимира Косма в исполнении британского певца Ричарда Сандерсона. Она была выпущена в 1980 году и вошла в саундтрек к французскому фильму «Бум». Песня стала главным хитом в Европе и Азии, возглавив чарты в пятнадцати странах, включая Германию, Францию, Италию, Австрию, Финляндию и Швейцарию. Саундтрек к фильму «Бум» стал доступен на iTunes в 2009 году.

## Версии
В 1980-х годах песня стала хитом в некоторых странах Европы, Японии, Южной Корее, Гонконге и на Филиппинах. Она была выпущена в различных форматах. Некоторые из них были ремикшированы[что?]. Сингл-версия песни, выпущенная в период с 1980 по 1987 года,  пропускает некоторые куплеты и заканчивается эффектом затухания[чем?]. Альбомная версия песни заканчивается определенной музыкальной мелодией и является самой распространенной версией. Ее можно найти на оригинальном саундтреке фильма, студийном альбоме Сандерсона и его сборниках. Инструментальная версия есть на некоторых виниловых изданиях сингла. Эта версия имеет звук синтезатора, заменяющий голос Сандерсона и гитарное соло. Существует расширенная версия песни, продолжительность которой составляет около 8 минут и которая повторяет куплеты и припев, а также гитарное соло три раза. В 2009 году Косма и Сандерсон записали новую версию песни: с оркестровым стилем вместо звуков синтезатора и заменой гитарного соло. Вокал Сандерсона был перезаписан, за исключением первых куплетов.

## Чарты
| Чарт (1981—1987)                | Наив. поз. |
| ------------------------------- | ---------- |
| Австрия (Ö3 Austria Top 40)     | 1          |
| Бельгия/Фландрия (Ultratop 50)  | 16         |
| France (SNEP)                   | 1          |
| Италия (AFI)                    | 1          |
| Япония (Oricon)                 | 11         |
| Швейцария (Schweizer Hitparade) | 1          |
| ФРГ (GfK)                       | 1          |

### Продажи и сертификации
| Регион                                                       | Сертификация | Продажи   |
| ------------------------------------------------------------ | ------------ | --------- |
| Франция (SNEP)                                               | Платиновый   | 1,225,000 |
| Италия (FIMI)                                                | Платиновый   | 600,000*  |
| * Данные о продажах приведены только на основе сертификации. |              |           |